# Andrzej Rohaczewski
Andrzej Rohaczewski (fl. XVII secolo) è stato un compositore e organista polacco, attivo negli anni venti del XVII secolo.
Quasi nulla si sa della vita di Rohaczewski, tant'è che le date e i luoghi di nascita e morte non sono a noi noti. Egli fu organista alla corte di Albert Radziwiłł a Olyka e Nieswiez.
Due delle sue composizioni sono raccolte nell'intavolatura per organo di Pelplin, ossia il mottetto Crucifixus surrexit per nove voci in due cori (quattro e cinque rispettivamente) e una canzona a quattro parti (la prima composizione di questo tipo prodotta in Polonia).